# Arondismentul Rochechouart
Arondismentul Rochechouart (în franceză Arrondissement de Rochechouart) este un arondisment din departamentul Haute-Vienne, regiunea Limousin, Franța.

## Subdiviziuni

### Cantoane
- Cantonul Oradour-sur-Vayres
- Cantonul Rochechouart
- Cantonul Saint-Laurent-sur-Gorre
- Cantonul Saint-Mathieu
- Cantonul Saint-Junien-Est
- Cantonul Saint-Junien-Ouest

### Comune
| 1. Chaillac-sur-Vienne (87030) | 2. Champagnac-la-Rivière (87034) | 3. Champsac (87036)                 | 4. La Chapelle-Montbrandeix (87037) |
| 5. Chéronnac (87044)           | 6. Cognac-la-Forêt (87046)       | 7. Cussac (87054)                   | 8. Dournazac (87060)                |
| 9. Gorre (87073)               | 10. Javerdat (87078)             | 11. Maisonnais-sur-Tardoire (87091) | 12. Marval (87092)                  |
| 13. Oradour-sur-Glane (87110)  | 14. Oradour-sur-Vayres (87111)   | 15. Pensol (87115)                  | 16. Rochechouart (87126)            |
| 17. Saillat-sur-Vienne (87131) | 18. Saint-Auvent (87135)         | 19. Saint-Bazile (87137)            | 20. Saint-Brice-sur-Vienne (87140)  |
| 21. Saint-Cyr (87141)          | 22. Saint-Junien (87154)         | 23. Saint-Laurent-sur-Gorre (87158) | 24. Saint-Martin-de-Jussac (87164)  |
| 25. Saint-Mathieu (87168)      | 26. Saint-Victurnien (87185)     | 27. Sainte-Marie-de-Vaux (87162)    | 28. Les Salles-Lavauguyon (87189)   |
| 29. Vayres (87199)             | 30. Videix (87204)               |                                     |                                     |